# Gekko palawanensis
Espèce
Statut de conservation UICN

 LC  : Préoccupation mineure
Gekko palawanensis est une espèce de geckos de la famille des Gekkonidae.

## Répartition
Cette espèce est endémique de Palawan aux Philippines.

## Étymologie
Son nom d'espèce, composé de palawan et du suffixe latin -ensis, « qui vit dans, qui habite », lui a été donné en référence au milieu de sa découverte.

## Publication originale
- Taylor, 1925 : Additions to the herpetological fauna of the Philippines, IV. The Philippine Journal of Science, vol. 26, p. 97-111.